# Evelina Källhage
Evelina Källhage (* 20. April 1997 in Göteborg, Schweden) ist eine schwedische Handballspielerin, die für den schwedischen Erstligisten Önnereds HK aufläuft.

## Karriere

### Im Verein
Källhage begann das Handballspielen in ihrem Geburtsort bei Önnereds HK. Die Außenspielerin absolvierte bei Önnereds ihre ersten Partien in der höchsten schwedischen Spielklasse. Nachdem die Linkshänderin mit dem Verein im Jahr 2016 in die Allsvenskan abgestiegen war, gelang ihr im Folgejahr der sofortige Wiederaufstieg. Zur Saison 2017/18 wechselte sie zum Erstligisten H 65 Höör. Mit Höör wurde sie in den Jahren 2018 und 2021 schwedische Vizemeisterin. Im Sommer 2021 kehrte sie zum Önnereds HK zurück.

### In der Nationalmannschaft
Källhage lief für die schwedische Jugend- und die Juniorinnennationalmannschaft auf. Mit der Jugendauswahl gewann sie bei der U-17-Europameisterschaft 2013 die Goldmedaille. Zwei Jahre später belegte sie den dritten Platz bei der U-19-Europameisterschaft. Im darauffolgenden Jahr schloss sie mit der schwedischen Auswahl die U-20-Weltmeisterschaft auf dem sechsten Platz ab. Am 16. Juni 2018 gab Källhage ihr Länderspieldebüt für die schwedische Nationalmannschaft. Nachdem Mathilda Lundström aufgrund einer Kreuzbandverletzung auf eine Teilnahme an der Weltmeisterschaft 2021 verzichten musste, wurde Källhage in den Kader der schwedischen Auswahl berufen. Im Turnierverlauf erzielte sie vier Treffer.